# قانون الأسواق الرقمية
قانون الأسواق الرقمية (DMA) هو لائحة تنظيمية للاتحاد الأوروبي تهدف إلى جعل الاقتصاد الرقمي أكثر عدلاً وقابلية للمنافسة. دخلت اللائحة حيز التنفيذ في 1 نوفمبر 2022، وأصبحت سارية المفعول في معظمها في 2 مايو 2023.
تهدف هيئة السوق الرقمية إلى ضمان درجة أعلى من المنافسة في الأسواق الرقمية الأوروبية من خلال منع الشركات الكبيرة من إساءة استخدام قوتها السوقية والسماح للاعبين الجدد بدخول السوق.
تستهدف هذه اللائحة أكبر المنصات الرقمية العاملة في الاتحاد الأوروبي. وتُعرف هذه المنصات أيضًا باسم "حراس البوابات" نظرًا لوضعها "الدائم" في السوق في بعض القطاعات الرقمية، ولأنها تستوفي أيضًا معايير معينة تتعلق بعدد المستخدمين أو حجم مبيعاتها أو رسملتها. وقد حدد الاتحاد الأوروبي في سبتمبر 2023 اثنتين وعشرين خدمة في ست شركات (تُعتبر "حارسة للبوابة") - وهي ألفابت وأمازون وأبل وبايت دانس وميتا ومايكروسوفت - على أنها "خدمات المنصة الأساسية"، وكان أمام هذه الشركات مهلة حتى 6 مارس 2024 للامتثال لجميع أحكام القانون.